# Hala'ib
Hala'ib (en arabe : حلايب) est la capitale du Triangle de Hala'ib, une zone disputée entre le Soudan et l'Égypte, de facto gérée par l'Égypte.
C'est un village et un port sur la mer Rouge.

## Histoire et archéologie
20 km au nord de la ville actuelle se trouvent les ruines du port médiéval d'Aidhab (en). Créé peut-être à l'époque ptolémaïque, Aidhab a été occupé par les Bédjas, puis conquis par les Fatimides au Xe siècle. Pillé par Renaud de Châtillon en 1182 et par le roi de Makurie David Ier vers 1270, il a finalement été détruit par le sultan mamelouk Barsbay en 1426.